# Trois esquisses
Les Trois esquisses, op. 7 forment une suite pour piano, composées par Louis Aubert en 1901, dédiée à son maître Albert Lavignac.

## Présentation
L'œuvre est en trois mouvements :
1. Prélude — Modéré ( = 72) en la bémol majeur, à 
 ;
2. Nocturne — Très lent ( = 40) en ut dièse mineur, à 
 ;
3. Valse — Animé ( = 96) en la majeur, à 
.

La partition est dédiée « à mon maître Albert Lavignac ».

## Analyse
Guy Sacre commente ces pièces composées par Louis Aubert en 1901 et destinées aux concours de lecture du Conservatoire de Paris, sacrifiant volontiers l'« assez fade Nocturne » pour la Valse « adorable avec son début hésitant et, dans son milieu, ce chant expressif du ténor, sous l'ostinato léger et tournoyant de la main droite ». Le Prélude servira d'accompagnement à la Chanson de mer et, transposé de la bémol à la majeur, dans l'Aubade pour violon et piano.
En 1960, l'historien de la musique Paul Pittion mentionne les Trois esquisses et celle sur le nom de Fauré. En 1987, Aubert est absent du Guide de la musique de piano réalisé sous la direction de François-René Tranchefort. Son œuvre est progressivement redécouverte au début du XXIe siècle.

## Discographie
- Cristina Ariagno — Louis Aubert, Piano Works, Brilliant Classics 9064, 2009.